# Icius glaucochirus
Icius glaucochirus là một loài nhện trong họ Salticidae.
Loài này thuộc chi Icius. Icius glaucochirus được Tord Tamerlan Teodor Thorell miêu tả năm 1890.